# Touro College
Touro University  è un istituto di formazione superiore privato finanziato prevalentemente dalla comunità ebraica con sede a New York, Stato di New York, Stati Uniti.
Fondato dal Dr. Bernard Lander, il College venne istituito con lo scopo di arricchire la cultura ebraica rivolgendosi a tutta i cittadini americani, anche a quelli non ebrei. L'istituto conta al momento più di 21 000 studenti nelle varie facoltà e scuole di specializzazione del college.

## La storia
Il College venne riconosciuto dallo Stato di New York nel 1970. Nel 1971 il college venne inaugurato con una classe di 35 studenti di Liberal Arts and Sciences. Sin dal suo inizio, il College ha vissuto una crescita costante. Il College ha istituito nel tempo anche le facoltà di Giurisprudenza e Medicina. Sono stati inoltre aperti due istituti di Osteopatia negli stati del Nevada e della California.
L'istituto ha successivamente creato delle filiali a Berlino, a Gerusalemme ed a Mosca, mentre è in corso di istituzione una sede italiana in Provincia di Roma. Una scuola di formazione permanente, che offre un programma di studi non tradizionali e basata su tutors, è stata istituita nel 1989.
Il College deve il suo nome a Judah Touro ed Isaac Touro, guide della comunità ebraica dell'america coloniale. Ispirandosi ai principi etici democratici espressi dal Presidente degli Stati Uniti George Washington a Newport durante la sua visita del 1790 alla Touro Synagogue, la famiglia Touro finanziò diversi istituti accademici tra cui prima biblioteca gratuita del continente Nord Americano, strutture sanitarie ed insediamenti in Israele.